# كاناكو توجو
كاناكو توجو (東條加那子 توجو كاناكو) هي مؤدية أصوات يابانية ولدت في 3 مارس 1984 في محافظة كاغوشيما.

## أدوارها في الأنمي

### مسلسلات أنمي تلفزيونية
- ناروتو شيبودن - تسوباكي, كارين
- روك لي وأصدقائه النينجا - كارين
- تيلز أوف ذي أبيس - جوزيت سيسيل
- زعيم الشر في المقعد الأخير - والدة فوجيكو
- تيرافورمارز - إيزابيلا آر ليون، ميرابيكس
- من العالم الجديد - ساتورو أساهينا (سن الثانية عشر)
- البدلة المتنقلة جاندام إيج - نادي
- جاندام بيلد فايترز تراي - ليدي كاواجوتشي
- بوكيمون إكس/واي - شينوبو

### أوفا أنمي
- كوبرا ذي أنيميشن: تايم درايف - ليلا

### أفلام أنمي
- بوذا 2: الرحلة الأبدية - الأميرة باجاباتي

## أدوارها في ألعاب الفيديو
- سول كاليبر ليجندز - آيفي فالنتاين
- سول كاليبر 4 - آيفي فالنتاين
- ناروتو شيبودن: كيزونا درايف - كارين
- ناروتو شيبودن: ألتيميت نينجا ستورم ريفولوشن - كارين
- ناروتو شيبودن: ألتيميت نينجا ستورم 4 - كارين

## أدوارها في الدبلجة اليابانية
- ستار تريك (2009) - أوهورا
- المتحولون - ميكايلا بينز
- المتحولون: ثأر الهاوي - ميكايلا بينز
- السهم - كيتلين سنو
- البرق - كيتلين سنو
- سلسلة أفلام هاري بوتر
  - هاري بوتر والأمير الهجين - بانسي باركنسون
  - هاري بوتر ومقدسات الموت – الجزء 2 - بانسي باركنسون
- هانا مونتانا - تايلور سويفت
- صراع العروش - مارجري تايريل
- الشبكة الاجتماعية - كريستي لي

## وصلات خارجية
- كاناكو توجو على موقع IMDb (الإنجليزية)
- كاناكو توجو على موقع قاعدة بيانات الفيلم (الإنجليزية)
- كاناكو توجو على موقع كينوبويسك (الروسية)
- كاناكو توجو على موقع ANN person (الإنجليزية)